# Władysław Michejda (1896–1943)
Władysław Michejda wśród bliskich zwany Witem (ur. 18 września 1896 w Olbrachcicach, zm. 29 listopada 1943 w KL Auschwitz) – polski adwokat, działacz niepodległościowy na Śląsku Cieszyńskim, kapitan Wojska Polskiego, działacz społeczno-polityczny na Górnym Śląsku, uczestnik polskiego ruchu oporu w czasie okupacji niemieckiej, więzień obozu koncentracyjnego Auschwitz.

## Życiorys

### Do podziału Śląska Cieszyńskiego
Syn Pawła, rolnika, i Ewy z domu Wałach. Urodzony w Olbrachcicach. Ukończył ewangelicką szkołę ludową w Ustroniu i polskie gimnazjum Macierzy Szkolnej w Cieszynie, gdzie należał do drużyny skautowej. We wrześniu 1914 zgłosił się ochotniczo do Legionów, nie otrzymując przydziału. W latach 1915–1918 służył w armii austriackiej i był siedmiokrotnie ranny na froncie. Wraz z grupą oficerów Polaków brał udział w przewrocie wojskowym w Cieszynie w nocy z 31 października na 1 listopada 1918, który doprowadził do wyzwolenia Śląska Cieszyńskiego spod panowania austriackiego. W styczniu 1919 walczył pod Lwowem, gdzie został ciężko ranny. W latach 1919–1920 działał w Komitecie Plebiscytowym w Cieszynie dla rozstrzygnięcia przynależności spornego terenu Śląska Cieszyńskiego między Polską i Czechosłowacją.

### Dwudziestolecie międzywojenne
Po przyznaniu Zaolzia przez Radę Ambasadorów Czechosłowacji w 1920 bez plebiscytu zgłosił się ochotniczo do 4 Pułku Strzelców Podhalańskich. W grudniu 1922 uzyskał doktorat prawa na Uniwersytecie Jagiellońskim. W latach 1925–1933 prowadził w spółce z dr. Włodzimierzem Dąbrowskim jedną z najbardziej znanych kancelarii adwokackich w Katowicach, którą później prowadził samodzielnie do 1939, występując w wielu sprawach o charakterze politycznym, społecznym i gospodarczym.
Od końca lat dwudziestych działał na rzecz przyznania Polakom równych praw w opanowanym przez niemieckie władze duchowne Ewangelickim Kościele Unijnym na Polskim Górnym Śląsku, stanowiącym unię ewangelików wyznania augsburskiego i reformowanego stworzoną przez dawne władze pruskie i chronionym na Śląsku przez Konwencję Genewską. Jako przedstawiciel polskich towarzystw ewangelickich prowadził wszystkie sprawy prawne wynikające z licznych sporów pomiędzy polską ludnością ewangelicką Górnego Śląska, a niemieckimi władzami kościelnymi. Doprowadził do uchylenia uchwały Synodu Kościoła Unijnego zabraniającej ewangelikom z pozostałych części Polski do brania udziału w wyborach do Rad Kościelnych oraz uchwały odmawiającej im prawa do członkostwa i wyłączającej przez to inteligencję polską z tej społeczności. Był głównym inicjatorem powołania do życia czasopisma „Ewangelik Górnośląski” (1932–1939). Wywalczył, poprzez Górnośląską Komisję Mieszaną, prawo do nauczania religii ewangelickiej w języku polskim. W związku z wygaśnięciem Konwencji Genewskiej zapewniającej Niemcom na Śląsku liczne przywileje, przygotował projekt nowej ustawy o organizacji Kościoła Unijnego uchwalonej przez Sejm Śląski w lipcu 1937. W tym samym roku został przewodniczącym Tymczasowej Rady Kościelnej i w następnych miesiącach doprowadził do obsadzenia miejscowych parafii ewangelickich polskimi duchownymi.
Od września 1938 do kwietnia 1939 działał w Komitecie do Walki o Śląsk za Olzą, będąc jego wiceprezesem i przewodniczącym sekcji organizacyjnej. Po odzyskaniu Zaolzia przeniósł się w maju 1939 do Cieszyna Zachodniego, gdzie objął stanowisko syndyka Huty Trzynieckiej.

### Druga wojna światowa
W czasie II wojny światowej został aresztowany wiosną 1940 i przebywał krótko w obozie koncentracyjnym w Dachau. Po zwolnieniu z obozu działał w Związku Walki Zbrojnej i śląskim Okręgu Armii Krajowej przygotowując dla Rządu RP w Londynie memoriał w sprawie przyszłej granicy polsko-czechosłowackiej na Śląsku Cieszyńskim. Aresztowany powtórnie 10 kwietnia 1943 w Ustroniu, osadzony został w więzieniu śledczym gestapo w Mysłowicach, w celi dla oskarżonych o najcięższe przestępstwa polityczne. Po odmowie podpisania niemieckiej listy narodowej przewieziony został do obozu koncentracyjnego w Oświęcimiu, KL Auschwitz, gdzie został skazany na śmierć przez sąd doraźny Gestapo (Standgericht) i rozstrzelany na bloku 11 dnia 29 listopada 1943. Jego grób symboliczny znajduje się na cmentarzu ewangelicko-augsburskim przy ulicy Młynarskiej (aleja 21, grób 33).

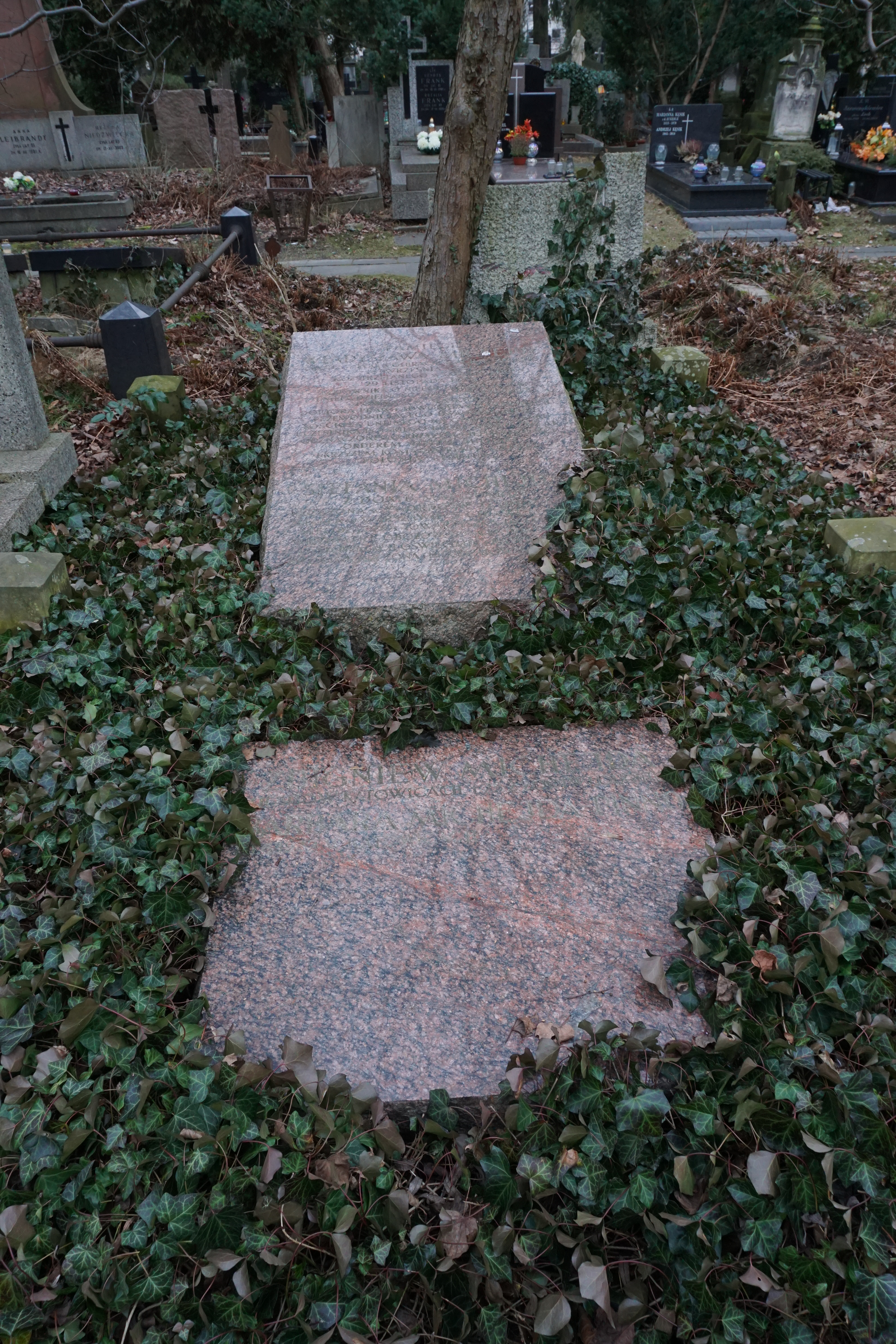
Grób Michejdów na cmentarzu ewangelicko-augsburskim w Warszawie

## Wybrane publikacje
- O prawa polskich ewangelików w kościele ewangelickim na Górnym Śląsku. [w:] Kościół ewangelicki na Górnym Śląsku. Katowice, 1936, s. 27–35.
- Stosunki w Ewangelickim Kościele Unijnym na polskim Górnym Śląsku = Ein Wort über die Zustände in der Unierten Evangelischen Kirche in Polnisch-Oberschlesien. Katowice, 1935.

## Ordery i odznaczenia
- Krzyż Komandorski Orderu Odrodzenia Polski (10 listopada 1938)[7]
- Krzyż Niepodległości (2 sierpnia 1931)[8]
- Złoty Krzyż Zasługi (11 listopada 1936)[9]

## Upamiętnienie
11 listopada 2024 został patronem 133. Batalionu Lekkiej Piechoty Wojsk Obrony Terytorialnej.

## Życie prywatne
Pochodził z olbrachckiej linii niezwykle zasłużonego dla polskości na Śląsku Cieszyńskim rodu Michejdów. Miał czterech braci (m.in. duchowny Karol Michejda i architekt Tadeusz Michejda), spośród których był najmłodszy. Był bratankiem m.in. Franciszka Michejdy, Jana Michejdy i Jerzego Michejdy. Od 1929 żonaty ze Stefanią z domu Marquardt (Markwart), która współpracowała z mężem w konspiracji i aresztowana przez gestapo przebywała w więzieniu w Mysłowicach oraz obozach koncentracyjnych w Oświęcimiu i Ravensbrück. Miał dwoje dzieci: Zbigniewa i Barbarę.